# Мішин Володимир Іванович
Мішин Володимир Іванович (6 січня 1932 р., с. Манзурка, Качугського району, Іркутської області, РФ — 19 лютого 2018 р.) — фахівець у галузі електротехніки, доктор технічних наук, професор.

## Життєпис та трудова діяльність
Мішин Володимир Іванович (він же Литвинов Володимир Ілліч) народився у 1932 році в селі Манзурка, Качугського району, Іркутськой області. Батька свого не знав. Мати, Фомина Катерина Інокентіївна, одружилась із Мішиним Іваном Андрійовичем, який усиновив Володимира з присвоєнням йому прізвища Мішин і по батькові Іванович[джерело не вказане 1420 днів].
У 1936 році вітчим перевіз сім'ю у Горьківську область, де вони і проживали до 1950 року в селі Ігумново, поблизу міста Дзержинськ[джерело не вказане 1420 днів].
Під час війни, у 1943 році, померла мати. Володимир з іншими дітьми виховувались в сім'ї бабусі Фоминої Тетяни Яківни[джерело не вказане 1420 днів].
У 1950 р. закінчив Дзержинський хіміко-механічний технікум (ДХМТ), отримавши кваліфікацію технік-електрик[джерело не вказане 1420 днів].
У 1954 році закінчив Горьківський політехнічний інститут, отримавши кваліфікацію інженера-електрика.
У 1955—1959 рр. працював викладачем ДХМТ з перервою на час служби в Радянській армії (1955—1956 рр.).
У 1959—1963 рр. навчався в аспірантурі Горьківського політехнічного інституту з науковим стажуванням у Франції (1962—1963 рр., м. Гренобль, Політехнічний інститут)[джерело не вказане 1420 днів].
У 1963—1966 рр. — асистент кафедри електричних машин Горьківського політехнічного інституту. Згодом, там же у 1966 році захистив кандидатську дисертацію, а у 1974 році здобув вчений ступінь доктора технічних наук.
У 1966—1980 рр. працював у Кишинівському політехнічному інституті. Пройшов шлях від старшого викладача і доцента кафедри електричних машин до професора, завідуючого кафедри електрифікації сільського господарства і електроприводу.
З 1980 р. працював у Національному аграрному університеті (тепер — Національний університет біоресурсів і природокористування України, м. Київ) на посаді завідувача кафедри електричних машин і експлуатації електрообладнання (1980—2002 рр.), декана (1984—1986 рр.), проректора з навчальної і виховної роботи (1986—1990 рр.). З 2002 по 2009 рр. — професор кафедри.
З 2009 року — науковий[джерело не вказане 1420 днів] пенсіонер.
Понад 45 років професор В. І. Мішин віддав науково-педагогічній роботі у вищих навчальних закладах освіти України, Молдови та Російської Федерації.
Помер 19 лютого 2018 року.

## Наукова діяльність
Професор, доктор технічних наук Мішин В. І. створив і очолював наукову школу кафедри електричних машин і експлуатації електрообладнання Національного аграрного університету, працював над проблемою підвищення експлуатаційної надійності та ефективності електротехнічного обладнання в сільському господарстві. Мішин В. І. мав характерно новий підхід до ряду фізичних явищ в електричних машинах і апаратах, їх аналізі на базі математичного моделювання і розрахунку на ЕОМ, розробки і впровадження у виробництво оригінальних технічних рішень з модернізації електрообладнання, що використовується у специфічних умовах сільськогосподарського виробництваДотепер у створеній Мішиним В. І. проблемній науково-дослідній лабораторії проводяться ґрунтовні наукові дослідження з питань підвищення надійності і ефективності асинхронних електродвигунів для агропромислового комплексу, що дозволяє на 15…20 % знизити втрати електроенергії, покращити пускорегулювальні характеристики, у 1,5…2 рази подовжити їх строк служби, що є дуже важливим для сільського господарства України, де щорічно виходять із ладу до 20…25 % наявних електродвигунів.
Технічні рішення, що складають комплекс пристроїв регульованого електроприводу, перетворювачів частоти і напруги, систем захисту електрообладнання від аварійних режимів, впроваджені у виробництво на ряді сільськогосподарських підприємств України та Молдови.
У створеній Мішиним В. І. проблемній науково-дослідній лабораторії проводяться ґрунтовні наукові дослідження з питань підвищення надійності і ефективності асинхронних електродвигунів для агропромислового комплексу, що дозволяє на 15…20 % знизити втрати електроенергії, покращити пускорегулювальні характеристики, у 1,5…2 рази подовжити їх строк служби, що є дуже важливим для сільського господарства України, де щорічно виходять із ладу до 20…25 % наявних електродвигунів.
Під керівництвом д.т.н., професора Мішина В. І. виконані та успішно захищені вісімнадцять кандидатських і одна докторська дисертація. У середовищі вчених — електромеханіків та фахівців-енергетиків добре відомі такі праці професора Мішина В. І., як «Статические нелинейные цепи с вращающимся полем» (Кишинев, Штиинца, 1973, — 173 с.), де розглядається відкрите автором явище просторової нелінійності феромагнітних тіл та його використання для створення нових видів перетворювачів частоти і керованих реакторів, «Моделирование аварийных режимов электродвигателей в сельском хозяйстве» (Кишинев, Штиинца, 1991, — 127 с.), а також запатентовані технічні розробки з підвищення ефективності електродвигунів змінного струму.
Мішин В. І. був активним пропагандистом і організатором науки, брав участь в організації і роботі республіканських і міжнародних наукових конференцій, був членом спеціалізованої вченої ради із захисту докторських і кандидатських дисертацій, одним із авторитетних учасників наукового семінару факультету енергетики і автоматики Національного аграрного університету.
За результатами наукових досліджень професор Мішин В. І. має понад 170 публікацій, серед яких 5 монографій, 50 авторських свідоцтв і патентів, наукові статті і доповіді, навчальні та методичні посібники. Основними з них є:
- Статические ферромагнитные преобразователи частоты с вращающимся полем. Электротехника, № 2, 1976.
- Трехфазные управляемые ректоры. Кишинев, Штиинца, 8 п.л., 1977.
- Математичекое моделирование статических ферромагнитных устройств. Кишинев, Штиинца, 6,5 п.л., 1981.
- Системы управления регулируемым электроприводом вентиляторов, М.:, ВСХИЗО, 8,6 п.л., 1994.
- Спосіб підвищення ефективності електродвигуна змінного струму. Патент 14530А України, 1997.

## Нагороди та відзнаки
- Почесний енергетик України (2002 р.).
- Заслужений діяч науки і техніки України (2003 р.).
- Почесна грамота Верховної Ради України «За особливі заслуги перед українським народом» (2007).